# Sisamme

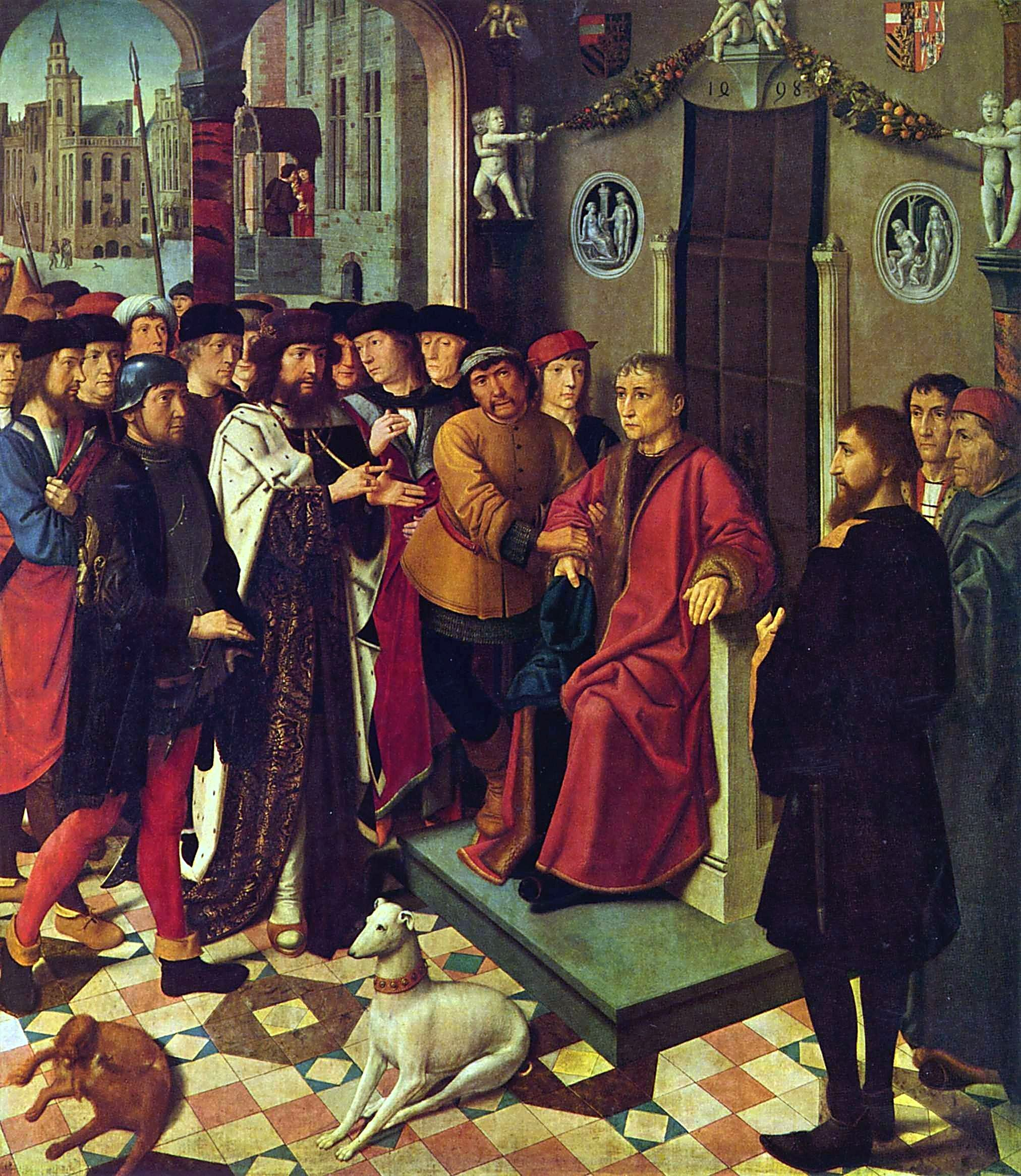
Gerard David, Il giudizio di Cambise: L'arresto, Bruges, Groeningemuseum

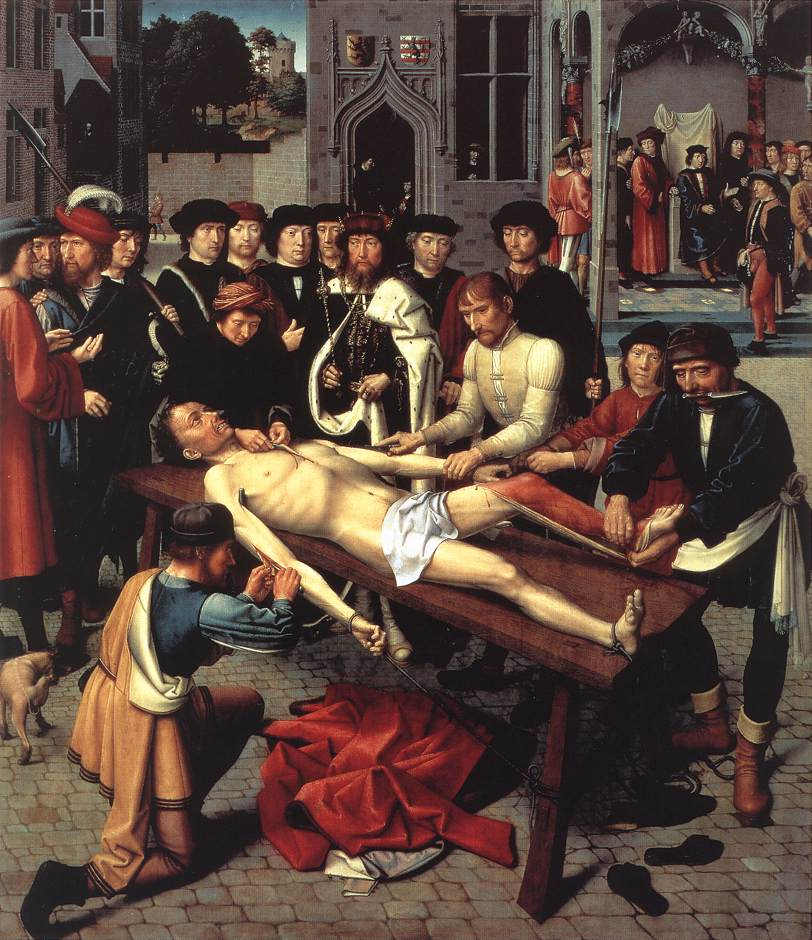
Gerard David, IL giudizio di Cambise : La tortura, Bruges, Groeningemuseum

Sisamme (... – 525 a.C.) è stato un giudice persiano, uno dei giudici reali dell'Impero persiano sotto il regno di Cambise II dal quale fu condannato ad essere scorticato vivo per aver emesso una sentenza fraudolenta dietro pagamento.

## Storia
Il giudice Sisamme aveva abusato del suo potere accettando di emettere una condanna ingiusta per una certa somma di denaro. Erodoto racconta che il grande re persiano Cambise lo fece scorticare vivo per punirlo per la sua prevaricazione.
Questa tortura - il cui principio è emanato dall'immaginazione del grande re, ovvero espropriare i torturati della loro pelle che ricopriva l'intera superficie del loro corpo - è chiamata Giudizio di Cambise. 
Secondo Erodoto, Cambise ordinò che le strisce di pelle del povero giudice venissero tagliate e stese sul sedile del giudice. Una volta che il posto fu ricoperto della pelle di Sisamme, Cambise nominò il figlio di Sisamme, Otane, a succedere a suo padre ordinandogli di ricordare in quale posto si trovava quando avrebbe amministrato la giustizia.

## Pittura
Il pittore fiammingo Gérard David realizzò un dittico, Il giudizio di Cambise, che rappresenta l'arresto di Sisamme e la sua tortura. Questo capolavoro, tipico dell'arte primitiva fiamminga, si trova al Museo Groeninge di Bruges. Fu commissionato al pittore per adornare la sala degli assessori del municipio di Bruges, in cui i magistrati pronunciavano i loro giudizi.